# Lista de obras de António Carneiro

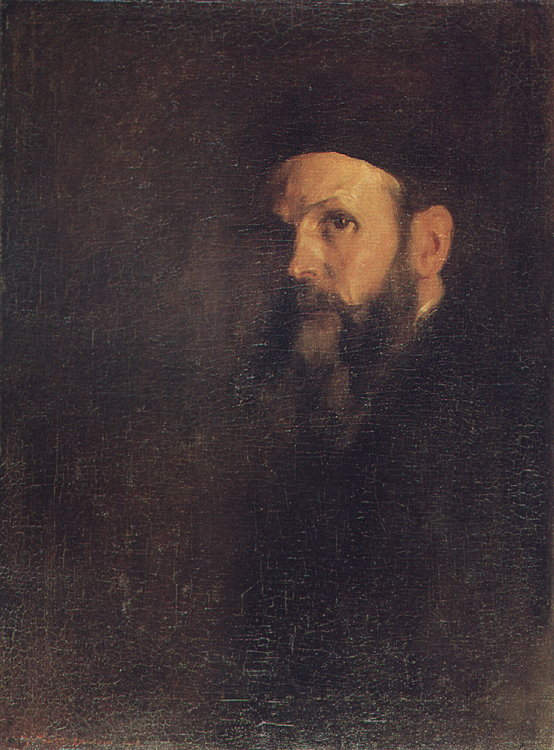
Autorretrato (antes de 1931), de
António Carneiro.jpg

Esta é uma lista de obras de António Carneiro, lista não exaustiva das pinturas, sanguíneas e desenhos de António Carneiro, mas tão só dos que como tal estão registadas na Wikidata.
A lista está ordenada pela data de criação de cada pintura. Existem várias pinturas para as quais não foi ainda registada a data precisa de criação aparecendo apenas como tendo sido no Século XX e surgindo no final da lista. 
Como nas outras listas geradas a partir da Wikidata, os dados cuja designação se encontra em itálico significa que apenas têm ficha na Wikidata, não tendo ainda artigo próprio criado na Wikipédia.
António Carneiro é um dos nomes maiores da pintura e do desenho em Portugal, na transição do decadentismo do fim do século XIX para a experimentação modernista. A criação incessante de paisagens e autorretratos, de cenários religiosos e históricos, em centenas de óleos, sanguíneas e aguarelas, fê-lo como que reagindo ao naturalismo dos seus contemporâneos, numa aproximação inesperada ao simbolismo. Defendeu a arte como culto do espiritual e do belo, tendo colocado estes valores no centro da sua obra plástica e poética, duas vertentes que articulou nos movimentos literários A Águia e Renascença Portuguesa. Cultivou uma postura profética, empenhado religiosamente na arte, que o levou a gestos líricos, abstratos e expressionistas. A sua obra vasta recebeu prémios no estrangeiro, teve sucesso no Brasil, e foi objeto de homenagens oficiais em Portugal, sendo um dos percursores do modernismo artístico em Portugal. A Casa-Oficina António Carneiro foi aberta ao público em 1973, e além da sua obra se encontrar representada nos principais museus nacionais portugueses, foram-lhe dedicados espaços permanentes em várias instituições culturais regionais.
| Imagem | Título                                                       | Data           | Retrata                          | Coleção                                             | Descrito em |
| ------ | ------------------------------------------------------------ | -------------- | -------------------------------- | --------------------------------------------------- | ----------- |
|        | A Vida                                                       | 1899           |                                  | Fundação Cupertino de Miranda                       |             |
|        | Camões Lendo «Os Lusíadas» aos Frades de São Domingos        | 1927           |                                  | Casa-Oficina António Carneiro                       |             |
|        | Minhota                                                      | década de 1920 |                                  | Fundação Dionísio Pinheiro e Alice Cardoso Pinheiro |             |
|        | Camões lendo «Os Lusíadas» aos Frades de São Domingos (1929) | 1929           |                                  | Q59247460                                           |             |
|        | Nocturno                                                     | 1910           |                                  | Museu Nacional de Arte Contemporânea do Chiado      |             |
|        | Cláudio ao piano                                             | 1917           | Cláudio Carneyro                 | Casa-Oficina António Carneiro                       |             |
|        | Retrato de António Maria de Lencastre                        | 1912           |                                  | Instituto Nacional de Saúde Dr. Ricardo Jorge       |             |
|        | Menina do gato                                               | 1900           |                                  | Museu Nacional de Soares dos Reis                   |             |
|        | Cláudio Compositor                                           | 1918           | Cláudio Carneyro                 |                                                     |             |
|        | Porto Manso; o Rio Douro em Ancede                           | 1927           | Rio Douro                        | Museu Nacional de Arte Contemporânea do Chiado      |             |
|        | Auto-retrato                                                 | 1918           | António Carneiro                 | Museu Nacional de Soares dos Reis                   |             |
|        | Mulher e criança                                             | 1909           |                                  | Museu Nacional de Belas Artes                       |             |
|        | Cabeça de mulher sorrindo                                    | 1914           |                                  | Museu Nacional de Belas Artes                       |             |
|        | Rua na Bretanha                                              | 1899           |                                  | Museu Nacional de Soares dos Reis                   |             |
|        | Contemplação                                                 | 1911           |                                  | Museu Nacional de Arte Contemporânea do Chiado      |             |
|        | Retrato de Cristiano de Carvalho                             | 1894           | Cristiano de Carvalho            | No/unknown value                                    |             |
|        | Retrato de Alberto de Serpa                                  | 1929           | Alberto de Serpa                 | No/unknown value                                    |             |
|        | Retrato de Fialho de Almeida                                 | 1912           | Fialho de Almeida                |                                                     |             |
|        | Ex-libris da Renascença Portuguesa                           | 1912           |                                  |                                                     |             |
|        | Retrato de Guilhermina Suggia                                | século XX      | Guilhermina Suggia               |                                                     |             |
|        | Paisagem                                                     | 1896           |                                  | Museu Calouste Gulbenkian                           |             |
|        | Retrato de Latino Coelho                                     | século XIX     | José Maria Latino Coelho         |                                                     |             |
|        | Retrato de Luiz Costa                                        | século XX      | Luís Costa                       |                                                     |             |
|        | Retrato de Manuel Silva Gaio                                 | 1902           |                                  |                                                     |             |
|        | Retrato de Cruz Magalhães                                    | 1922           | Cruz Magalhães                   | Alma Nova                                           |             |
|        | Retrato de João de Deus                                      | 1902           | João de Deus                     |                                                     |             |
|        | Retrato de senhor                                            | 1905           |                                  | No/unknown value                                    |             |
|        | Retrato de Guilhermina Suggia                                | 1923           | Guilhermina Suggia               |                                                     |             |
|        | Retrato de Teixeira de Pascoais                              | 1921           | Teixeira de Pascoaes             |                                                     |             |
|        | O Órgão da Igreja de São Bento da Vitória                    | 1924           | Mosteiro de São Bento da Vitória |                                                     |             |
|        | Sinfonia azul                                                | 1920           |                                  | Fundação Calouste Gulbenkian                        |             |
|        | Interior de Igreja                                           | 1905           |                                  | Fundação Calouste Gulbenkian                        |             |
|        | Paisagem – Leça da Palmeira                                  | 1905           | barco Leça da Palmeira           | Fundação Calouste Gulbenkian                        |             |
|        | Melgaço I                                                    | 1921           | Melgaço                          | Fundação Calouste Gulbenkian                        |             |
|        | Paisagem – Rio e casas                                       | 1912           |                                  | Fundação Calouste Gulbenkian                        |             |
|        | s/título (Capela de Nossa Senhora da Pedra)                  | 1916           | Capela do Senhor da Pedra        | Fundação Calouste Gulbenkian                        |             |
|        | Abstracção (Maria)                                           |                |                                  | Fundação Calouste Gulbenkian                        |             |
|        | Villegaignon                                                 | 1915           | Ilha de Villegagnon              | Museu Mariano Procópio                              |             |
|        | Nocturno                                                     | 1911           |                                  | Fundação Calouste Gulbenkian                        |             |
|        | Retrato dos filhos do pintor                                 | 1900           |                                  | Fundação Calouste Gulbenkian                        |             |
|        | Reflexos                                                     | 1921           |                                  | Fundação Calouste Gulbenkian                        |             |
|        | Retrato de Bernardino Machado                                | 1895           |                                  | Grande Oriente Lusitano                             |             |
|        | s/título                                                     | 1897           |                                  | Fundação Calouste Gulbenkian                        |             |
|        | Senhora costurando                                           | século XIX     |                                  | No/unknown value                                    |             |
|        | Maria Josefina em 1905                                       | 1905           |                                  | Coleção Municipal de Arte                           |             |
|        | Sem título                                                   | 1912           |                                  | Fundação Calouste Gulbenkian                        |             |

∑ 46 items.